# Tinus oaxaca
Espèce
Tinus oaxaca est une espèce d'araignées aranéomorphes de la famille des Pisauridae.

## Distribution
Cette espèce est endémique d'Oaxaca au Mexique,. Elle se rencontre vers Rancho Carlos Minnas.

## Description
La carapace du mâle holotype mesure 6,6 mm de long sur 5,6 mm.

## Étymologie
Son nom d'espèce lui a été donné en référence au lieu de sa découverte, l'Oaxaca.

## Publication originale
- Carico, 2008 : A new species of Tinus (Araneae, Lycosoidea, Pisauridae) from Mexico. Journal of Arachnology, vol. 36, no 1, p. 173-175 (texte intégral).